# Гіта Торкельсдоттір
Гіта Торкельсдоттір (давньоангл. Gȳða Þorkelsdōttir) — дочка Торкеля Спраклінга, дружина англо-саксонського магната Годвіна, графа Вессекського. У різний час, п'ять з її дев'яти синів були графами у до-нормандській Англії, а один, Гарольд Годвінсон, був королем Англії у 1066 році. 
Невдовзі після битви при Гастінгсі, Гіта мешкала в Ексетері; можливо, що вона спричинила протинорманське повстання, що відбулось у місті у 1067 році, яке закінчилось облогою міста Вільгельмом Завойовником . Згідно з Англо-Саксонською хронікою, Гіта полишила Англію після завершення нормандського завоювання разом із дружинами, вдовами та родинами інших визначних англо-саксів, всі маєтки та майно родини Годвіна було конфісковано Вільгельмом. Ймовірно, що з Англії вона відправилась до Скандинавії до родичів. Про подальшу долю Гіти практично нічого не відомо.